# Autoecologia
L'autoecologia studia i rapporti ecologici intrattenuti da una specie vivente con il suo ambiente.
Particolarmente complessi sono i rapporti tra organismi, che includono:
- i rapporti trofici, relativi alla nutrizione;
- le simbiosi, rapporti stretti tra specie diverse;
- la competizione, rapporto tra organismi che utilizzano, almeno in parte, le stesse risorse limitate.

Tali rapporti tra organismi non sono mutuamente esclusivi.
L'insieme dei rapporti ecologici intrattenuti da una popolazione determinano la sua nicchia ecologica, ossia il ruolo che la popolazione svolge in quell'ecosistema.
Due popolazioni non possono occupare stabilmente la stessa nicchia ecologica nello stesso ecosistema, in quanto la competizione tra le due sarebbe troppo forte (principio di esclusione di Gause).
Quando ciò si verifica, la situazione si può evolvere con l'estinzione della popolazione meno efficiente nell'occupare quella nicchia, o con la formazione di due nicchie ecologiche abbastanza differenziate da limitare la competizione interspecifica.